# Miguel Delibes

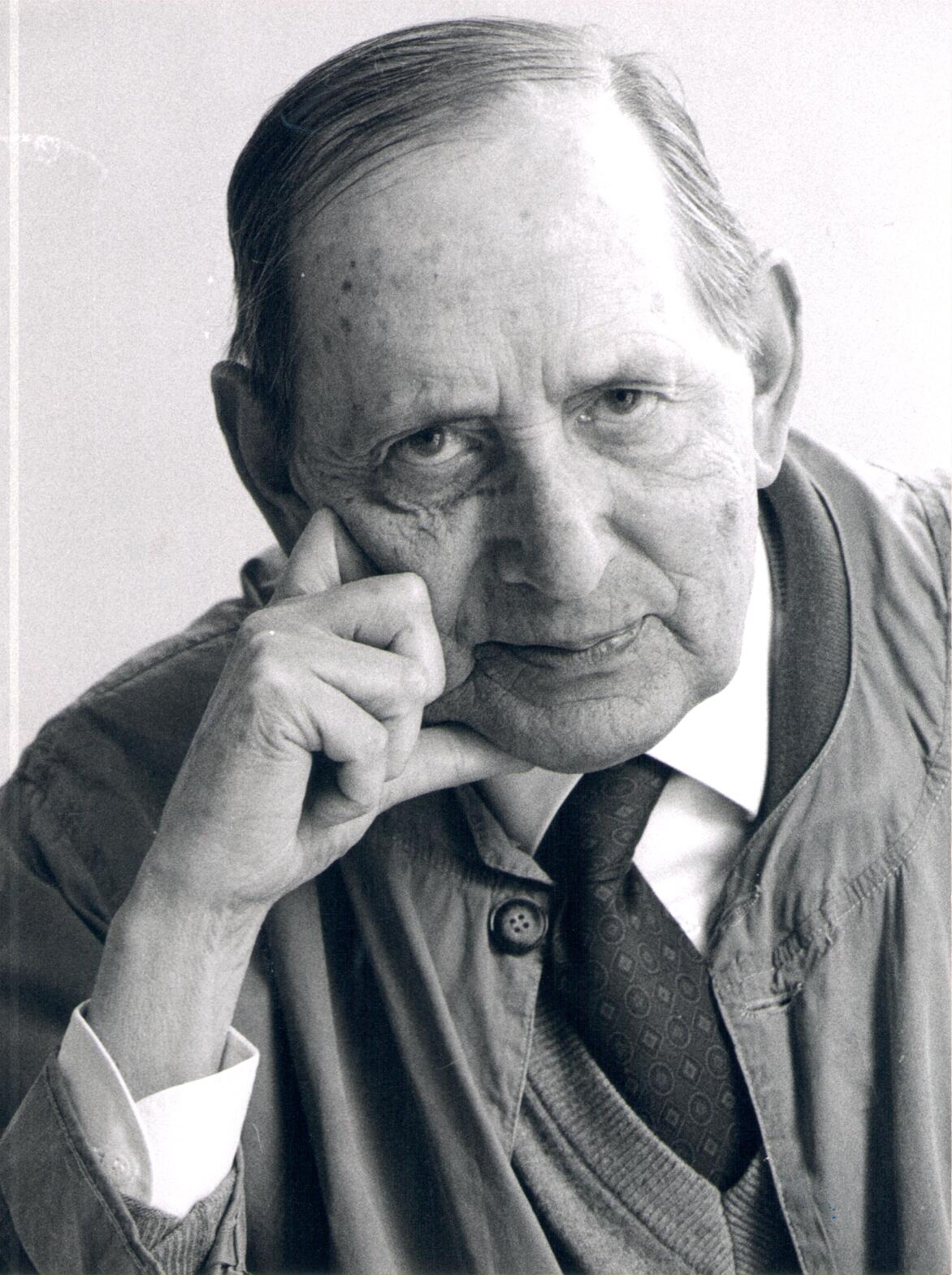
Miguel Delibes, 1998

Miguel Delibes Setién (* 17. Oktober 1920 in Valladolid, Spanien; † 12. März 2010 ebenda) war ein spanischer Schriftsteller. Manche seiner Romane zählen im spanischen Sprachraum zur Schullektüre.

Unterschrift

## Leben
Miguel Delibes wuchs als drittes Kind von Adolfo Delibes und María Setién mit sieben weiteren Geschwistern auf. Sein Vater war Dozent in Handelsrecht an der Escuela de Comercio (Handelsschule) in Valladolid, sein Großvater väterlicherseits, Frédéric Delibes Roux, war Neffe des französischen Komponisten Léo Delibes gewesen. Er war als Techniker nach Spanien gekommen, als die Eisenbahnlinie Reinosa–Santander gebaut wurde, hatte sich in eine Spanierin verliebt und war nicht mehr nach Frankreich zurückgekehrt.
Miguel Delibes besuchte christliche Schulen in Valladolid, zunächst bei den Karmelitinnen, später am Colegio de Lourdes, nahm Zeichenunterricht an der Escuela de Artes y Oficios und trat bei Ausbruch des Bürgerkrieges in die Escuela de Comercio ein. 1938 meldete er sich freiwillig für die Marine.
Später studierte er Wirtschaftswissenschaften, in denen er bis zum Titel eines „Intendente Mercantil“ gelangte. Ein Studium der Rechtswissenschaften schloss er mit dem Magister ab und begann ein Promotionsstudium, reichte jedoch nie eine Dissertation ein. Im Jahre 1943 absolvierte er einen Schnellkurs in Journalismus in Madrid.
Von 1941 an nutzte er sein Zeichentalent und begann als Karikaturist bei El Norte de Castilla; außerdem arbeitete er 1942 ein halbes Jahr als Bankangestellter bei Banco Castellano. Seit 1945 lehrte er Handelsrecht an der Escuela de Comercio in Valladolid und begann als Schriftsteller tätig zu werden. Nach eigenen Angaben hatte er sich durch die Lektüre eines der Fachbücher, mit denen er sich auf die Berufung vorbereitete, inspiriert und zur Literatur berufen gefühlt.
Am 23. April 1946 heiratete er Ángeles de Castro, mit der er sieben Kinder hatte (der Erstgeborene Miguel wurde 1947 geboren). Sie starb am 22. November 1974, was einen schweren Verlust für ihn darstellte. 1991 sollte er Señora de rojo sobre fondo gris dem Andenken seiner Frau widmen.
1947 reichte er seinen ersten Roman, La sombra del ciprés es alargada, für den renommierten Literaturpreis Premio Nadal ein, den er am 6. Januar 1948 zugesprochen erhielt. Der zweite Roman, Aún es de día, stößt 1949 auf Schwierigkeiten mit der Zensur, die kräftig den Rotstift ansetzte. Im selben Jahr verfasste er für seine Schüler eine kurzgefasste Geschichte Spaniens (Síntesis de Historia de España), die aber ebenfalls das Missfallen der Behörden erregte und nur einen Kurs lang verwendet werden durfte.
1955 erhielt sein Roman Diario de un cazador den Premio Nacional de Literatura (Staatspreis für Literatur). Für Siestas con viento sur, eine Sammlung von Erzählungen, bekam er 1957 den Premio Fastenrath.
Von 1958 bis 1963 war er Chefredakteur der Tageszeitung El Norte de Castilla, wo es ihm auch während der Franco-Diktatur gelang, kritische Themen zur Sprache zu bringen, bis er seines Amtes enthoben wurde.
Zwischendurch reiste er viel, er lernte den Nordosten von Afrika, Osteuropa, Südamerika und die Vereinigten Staaten kennen, wo er unter anderem 1964 Gastprofessor an der University of Maryland war. Über seine Reisen hielt er in vielen wichtigen Universitäten Vorträge. Delibes war auch erklärter Anhänger des Jagdsportes und hat darüber einige Bücher geschrieben.
1962 verfilmte Ana Mariscal seinen Roman El camino; dies wurde zum Ausgangspunkt einer Reihe von Romanverfilmungen (siehe unten). Ab 1964 wurden vom Verleger Josep Vergés seine Gesammelten Werke herausgegeben.
1973 wurde er zum Mitglied der Real Academia de la Lengua Española (RAE) gewählt, wo er 1975 seine Antrittsrede hielt.
1982 wurde ihm zusammen mit Gonzalo Torrente Ballester der Premio Príncipe de Asturias de las Letras (Preis des Prinzen von Asturien) verliehen, 1984 erhielt er den Premio de las Letras der Junta de Castilla y León, ein Jahr später wurde er von der französischen Regierung zum Chevalier de l’Ordre des Arts et des Lettres ernannt. 1992 bekam er den Staatspreis für Spanische Literatur (Premio Nacional de las Letras Españolas), ein Jahr später die Goldene Ähre auf dem Filmfestival von Valladolid. 1993 wurde auch die Universität seiner Heimatstadt nach ihm benannt. Im Jahr darauf verlieh ihm der spanische König Juan Carlos den Cervantes-Preis. 1997 wurde der nach ihm benannte Journalismuspreis „Premio de Periodismo Miguel Delibes“ von der Asociación de la Prensa de Valladolid ins Leben gerufen.
1998 wurde bei ihm ein Krebsleiden diagnostiziert. Durch eine Operation 1999 konnte seine Gesundheit wiederhergestellt werden, er zog sich aber von da an zunehmend aus der Öffentlichkeit zurück.
Miguel Delibes hat drei seiner Romane als Theaterstücke bearbeitet: Cinco horas con Mario, La hoja roja und Las guerras de nuestros antepasados. Viele seiner Romane wurden verfilmt.
Er hat mehr als 60 Bücher geschrieben; viele wurden in verschiedene Sprachen übersetzt.
Seine ersten Werke (La sombra del ciprés es alargada, Aún es de día und El camino) hat er intuitiv geschrieben, beeinflusst wurde er nur durch das Gesetzbuch des Handelsrechts.
Seine wichtigsten Werke sind El camino (1950), La sombra del ciprés es alargada (1947), Las ratas (1962), El príncipe destronado (1973), He dicho (1997) und El hereje (1998).

## Auszeichnungen
Miguel Delibes hat wichtige spanische Literaturpreise erhalten.
- Premio Nadal für La sombra del ciprés es alargada (1947)
- Premio Nacional de Narrativa (Spanischer Staatspreis für Erzählliteratur) für Diario de un cazador (1956)
- Premio Fastenrath (Fastenrath-Preis) der Real Academia de la Lengua Espanola für Siestas con viento sur (1957)
- Premio Nacional de la Crítica (Spanischer Staatspreis der Literaturkritik) für Las ratas (1962)
- Zum Mitglied der RAE gewählt (1975)
- Premio Príncipe Asturias de las Letras (Literaturpreis „Prinz von Asturien“) (1982)
- Ehrendoktorat der Universität Valladolid (1983)
- Premio de las Letras de Castilla y León (Literaturpreis von Kastilien und León) (1984)
- Zum „Hijo Predilecto“ (eigentlich „Lieblingskind“, also Ehrenbürger) von Valladolid ernannt (1986)
- Ehrendoktorat der Universidad Complutense de Madrid (1987)
- Premio Ciudad de Barcelona für 377A, Madera de héroe (1987)
- Ehrendoktorat der Universität des Saarlandes, Saarbrücken (1990)
- Premio Nacional de las Letras Españolas (Spanischer Staatspreis für Literatur) (1991) für sein Gesamtwerk
- Premio Cervantes für sein Gesamtwerk (1993)
- Ehrendoktorat der Universität von Alcalá de Henares (1996)
- Premio Nacional de Narrativa (Spanischer Staatspreis für Erzählliteratur) für El hereje (1999)
- Mehrmals Kandidat für den Literaturnobelpreis, unter anderem 2007 und 2010.

## Werke

### Spanisch
- La sombra del ciprés es alargada (1947), (Der Schatten der Zypresse verlängert sich). Premio Nadal
- El camino (1950), deutsch: Und zur Erinnerung Sommersprossen (1960), auch unter dem Titel : Die letzte Nacht im Tal
- Mi idolatrado hijo Sisí (1953), deutsch: Mein vergötterter Sohn Sisi (2003)
- El loco (1953), deutsch: Der Verrückte (1999)
- Diario de un cazador (1955). Premio Nacional de Literatura, deutsch: Tagebuch eines Jägers (1964)
- Diario de un emigrante (1958)
- La hoja roja (1959), deutsch: Wie der Herr befehlen (1961), Neuausgabe 1988 unter dem Titel Das rote Blatt
- Las ratas (1962). Premio de la Crítica, deutsch: Die Ratten (1992)
- Europa: parada y fonda (1963)
- Viejas historias de Castilla la Vieja (1964)
- Cinco horas con Mario (1966), deutsch: Fünf Stunden mit Mario (1976)
- Usa y yo (1966)
- El libro de la caza menor (1966), deutsch: Auf Niederwild in Spanien (1966)
- Aún es de día (1968)
- Por esos mundos (1970)
- Mi mundo y el mundo (1970)
- La primavera de Praga (1970)
- Castilla en mi obra (1972)
- El príncipe destronado (1973)
- Vivir al día (1975)
- Con la escopeta al hombro (1975)
- Un año de mi vida (1975)
- La caza de la perdiz roja (1975)
- S.O.S. (1976)
- Alegrías de la Caza (1977)
- Parábola del náufrago (1978)
- El disputado voto del señor Cayo (1978)
- Las guerras de nuestros antepasados (1978), (Die Kriege unserer Vorfahren)
- Aventuras, venturas y desventuras de un cazador a rabo (1978)
- Un mundo que agoniza (1979)
- Las perdices del domingo (1981)
- Los santos inocentes (1981), deutsch: Die heiligen Narren (1987)
- El otro fútbol (1982)
- Dos viajes en automóvil (1982)
- Cartas de amor de un sexagenario voluptuoso (1983)
- La partida (1984)
- La censura en los años cuarenta (1984)
- El tesoro (1985)
- Tres pájaros de cuenta (1987)
- La mortaja (1987)
- Mis amigas las truchas (1987)
- 377A, Madera de héroe (1988), deutsch: Das Holz, aus dem die Helden sind (1990)
- Mi querida bicicleta (1988)
- Dos días de caza (1988)
- Castilla, lo castellano y los castellanos (1988)
- Mi vida al aire libre (1990)
- Pegar la hebra (1991)
- El conejo (1991)
- La vida sobre ruedas (1992)
- El último coto (1992)
- Siestas con viento sur (1993)
- Señora de rojo sobre fondo gris (1993), deutsch: Frau in rot auf grauem Grund (1995)
- Un deporte de caballeros (1993)
- La caza en España (1993)
- 25 años de escopeta y pluma (1995)
- Los niños (1995)
- Diario de un jubilado (1996), deutsch: Tagebuch eines alten Känguruhs (1996)
- He dicho (1997)
- El hereje (1998), deutsch: Der Ketzer (2000)
- Los estragos del tiempo (1999)
- Castilla habla (2000)
- Castilla como problema (2001)
- La tierra herida (2005)

### Deutsch
- Und zur Erinnerung Sommersprossen, Aus dem Spanischen von Annelies von Benda. Köln: Bachem, 1960, oder unter dem Titel Die letzte Nacht im Tal als Lizenz Bachem in der Bonner Buchgemeinde
- Tagebuch eines Jägers. Aus dem Spanischen von Susanne Felkau. Köln: Bachem, 1964
- Das rote Blatt, aus dem Spanischen von Annelies von Benda, Piper, München 1988, 236 S., ISBN 978-3-492-10793-8.
- Die heiligen Narren. Deutsch von Curt Meyer-Clason. Aufbau-Verlag, Berlin/Weimar 1989, ISBN 3-351-01425-2.
- Das Holz, aus dem die Helden sind. Aus dem Spanischen von Carina von Enzenberg und Hartmut Zahn. München/Zürich: Piper, 1990, ISBN 3-492-03296-6
- Die Ratten. Aus dem Spanischen von Curt Meyer-Clason. München/Zürich: Piper, 1992, ISBN 3-492-03071-8
- Frau in Rot auf grauem Grund. Aus dem Spanischen von Michael Hofmann.Berlin: Wagenbach, 1995, ISBN 3-8031-3115-4
- Tagebuch eines alten Känguruhs. Aus dem Spanischen von Michael Hofmann. Berlin: Wagenbach, 1996, ISBN 3-8031-3123-5
- Fünf Stunden mit Mario. Aus dem Spanischen von Fritz Rudolf Fries. Berlin: Wagenbach, 1997. (= Wagenbachs Taschenbücherei, 284) ISBN 3-8031-2284-8
- Der Verrückte. Aus dem Spanischen von Fritz Rudolf Fries. Berlin: Wagenbach, 1999, ISBN 3-8031-1179-X
- Der Ketzer. Aus dem Spanischen von Lisa Grüneisen. Frankfurt am Main: Fischer-Taschenbuch-Verlag, 2002, ISBN 3-596-15175-9
- Mein vergötterter Sohn Sisí. Aus dem Spanischen von Lisa Grüneisen. Frankfurt am Main: Fischer-Taschenbuch-Verlag, 2005, ISBN 3-596-16477-X

## Verfilmungen
- 1962: El camino, Ana Mariscal
- 1976: Mi idolatrado hijo Sisí, unter dem Titel „Retrato de familia“ von Antonio Giménez-Rico adaptiert
- 1977: La guerra de papá, Antonio Mercero
- 1984: Die heiligen Narren (Los santos inocentes), Mario Camus
- 1986: El disputado voto del señor Cayo, Antonio Giménez-Rico
- 1988: El tesoro, Antonio Mercero
- 1990: La sombra del ciprés es alargada, Luis Alcoriza
- 1996: Las ratas, Antonio Giménez-Rico
- 1998: Una pareja perfecta, Francesc Betriú

## Sekundärliteratur
- Martin Franzbach: Geschichte der spanischen Literatur im Überblick. Reclam, Stuttgart 2002 (= Universal-Bibliothek; Nr. 8861), ISBN 3-15-008861-5.
- Hans U. Gumbrecht: Eine Geschichte der spanischen Literatur. Suhrkamp, Frankfurt am Main 1998, ISBN 3-518-58062-0.
- Hans-Jörg Neuschäfer: Spanische Literaturgeschichte. Metzler, Stuttgart 2006, 2. Auflage, ISBN 3-476-01857-1.
- Christoph Strosetzki: Geschichte der spanischen Literatur. Niemeyer, Tübingen 1996, 2., unveränd. Aufl., ISBN 3-484-50307-6.